# ユタ・クラインシュミット
ユタ・クラインシュミット（Jutta Kleinschmidt, 1962年8月29日 - ）は、ドイツ出身の女性ラリードライバーである。

## 人物
ドイツはケルンで、4人姉妹の次女として生まれる。オーバーバイエルン、ベルヒテスガーデン育ち。もともと四輪駆動車に興味のあった彼女はケンプテン工科大学で物理学を学び、学位論文では「自動車の空調用テストシステムの開発と実装」をテーマに書いた。1987年にミュンヘンにあるBMWの科学研究部門に就職した。同年に観客として、初めてダカール・ラリーに行き、注意深く下見を行った。彼女はいつもニコニコしていることから仲間内で「サンシャイン」というあだ名があった。
1987年から1992年まで2輪選手として、1996年まで史上初の2輪と4輪のクロスカントリーラリーの選手となる。1992年に競技者としてダカールにデビューした。
1997年には4輪に専念し、シュレッサー・バギーでダカール～アガデス～ダカールラリーに出場、総合5位となる。またこの年女性として初のステージウィナーとなった。
1999年に三菱のワークス・チームであるラリーアートに加入しグラナダ～ダカールラリーに出場、総合3位となる。2000年にパリ～ダカール～カイロラリーに出場し、総合5位となる。2001年には首位を走っていた増岡浩の不運もあり、パリ・ダカールラリーで女性として初の総合優勝を果たした。
2003年にはダカール・ラリーへのワークス参戦を開始したフォルクスワーゲン（VW）に移籍するが、2006年を最後にVWから契約を打ち切られたため、2007年はX-raid（BMW）から参戦。しかし2008年はダカール・ラリーそのものが中止となり、2009年は参戦を見送っている。
2021年現在は国際自動車連盟（FIA）において、世界ラリー選手権（WRC）のセーフティディレクターを務めている。一方で同年よりシリーズが発足するエクストリームEにおいて、レースコース設計のアドバイザーとリザーブドライバーを兼ねる「ジョーカードライバー」に起用され、シリーズ第2戦でアプト・クプラXEの代役を務めた。そして、それを契機に同年6月には同チームとレギュラードライバーとして契約を結んだ。58歳にしてレーシングドライバーとして現役復帰することになる。

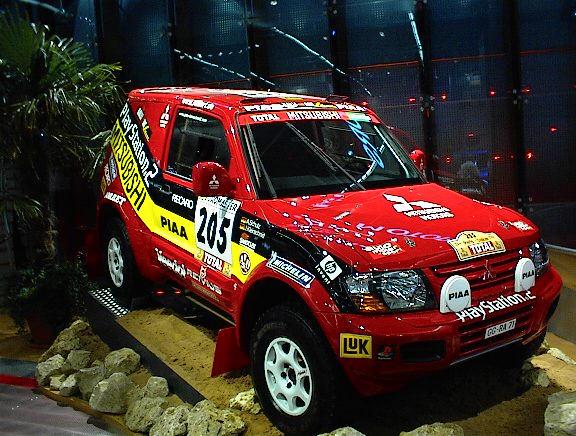
三菱・パジェロエボリューション （2001年）
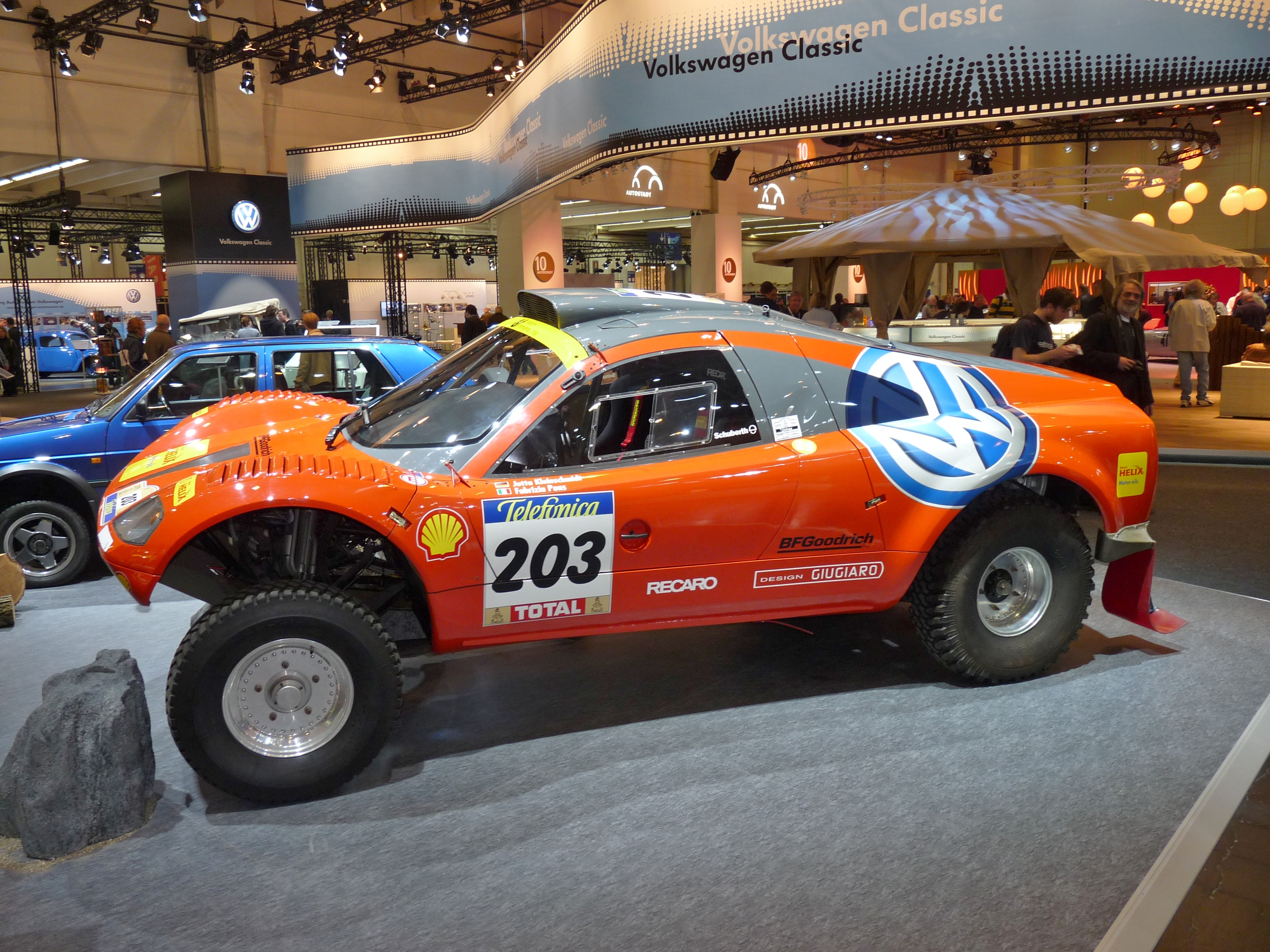
フォルクスワーゲン・ターレック （2003年）
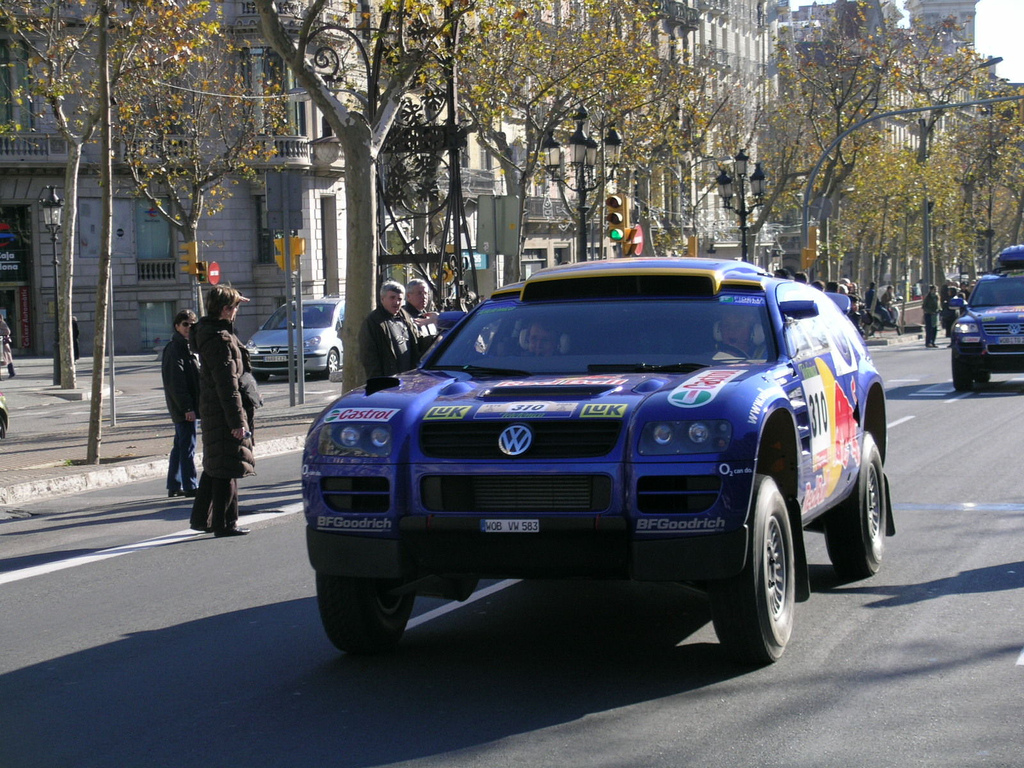
フォルクスワーゲン・レーストゥアレグ （2005年）
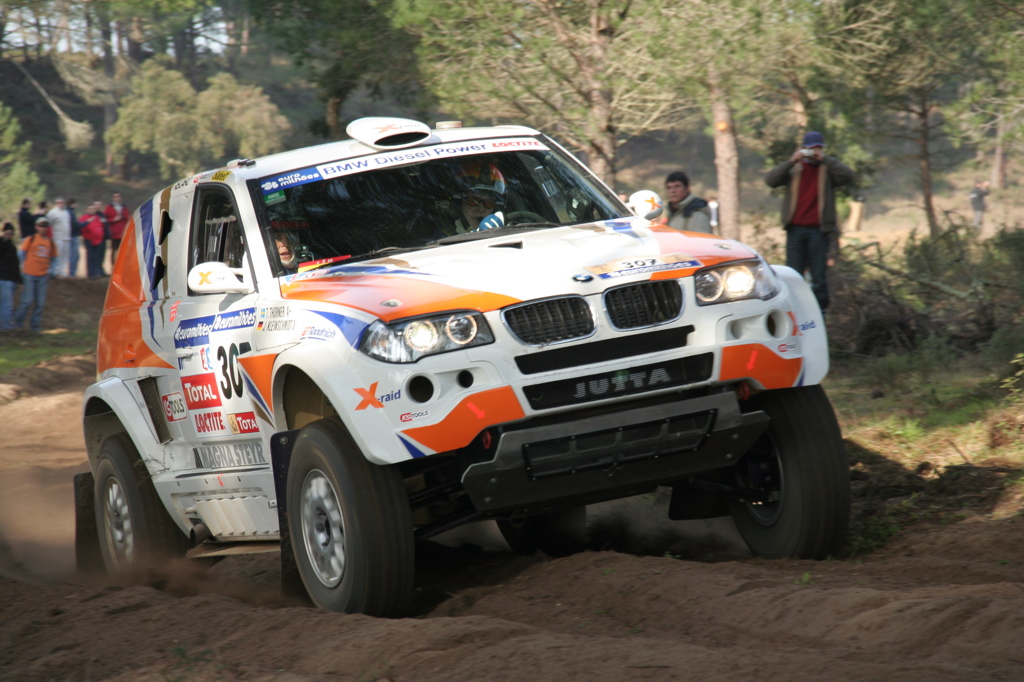
BMW・X3 CC （2007年）

## ダカール・ラリー
| 年     | カテゴリー      | 車両                                    | コ＝ドライバー             | ランク | ステージ |
| 1988年 | バイク          | BMW                                     | -                          | Ret.   | -        |
| 1992年 | バイク          | BMW                                     | -                          | 23位   | -        |
| 1994年 | バイク          | KTM                                     | -                          | 22位   | -        |
| 1995年 | 自動車 （四輪） | 三菱・パジェロ                          | ダグマー・ローマン         | 12位   | -        |
| 1996年 | 自動車 （四輪） | シュレッサー・バギー                    | シャヴィ・フォフ           | Ret.   | -        |
| 1997年 | 自動車 （四輪） | シュレッサー・バギー                    | ジャン・ブーテイル         | 5位    | 2        |
| 1998年 | 自動車 （四輪） | シュレッサー・バギー                    | マシュー・スティーブンソン | 24位   | 1        |
| 1999年 | 自動車 （四輪） | 三菱・パジェロエボリューション          | ティナ・ターナー           | 3位    | 2        |
| 2000年 | 自動車 （四輪） | 三菱・パジェロエボリューション          | ティナ・ターナー           | 5      | 1        |
| 2001年 | 自動車 （四輪） | 三菱・パジェロエボリューション          | アンドレアス・シュルツ     | 1位    | -        |
| 2002年 | 自動車 （四輪） | 三菱・パジェロエボリューション          | アンドレアス・シュルツ     | 2位    | 2        |
| 2003年 | 自動車 （四輪） | フォルクスワーゲン・ターレック          | ファブリーツィア・ポンズ   | 8位    | -        |
| 2004年 | 自動車 （四輪） | フォルクスワーゲン・レーストゥアレグ    | ファブリーツィア・ポンズ   | 17位   | 1        |
| 2005年 | 自動車 （四輪） | フォルクスワーゲン・レース・トゥアレグ2 | ファブリーツィア・ポンズ   | 3位    | 1        |
| 2006年 | 自動車 （四輪） | フォルクスワーゲン・レース・トゥアレグ2 | ファブリーツィア・ポンズ   | Ret.   | 1        |
| 2007年 | 自動車 （四輪） | BMW・X3 CC                              | ティナ・ターナー           | 15位   | -        |